# 100 mètres dos féminin aux Jeux olympiques d'été de 1924
L'épreuve de 100 mètres dos féminin des Jeux olympiques de 1924 a eu lieu du 19 au 20 juillet 1924 dans un bassin long de 50 mètres, le stade aquatique des Tourelles à Paris. C'est la première fois que cette épreuve a lieu.
Il n'y a donc pas encore de record olympique. Le record du monde appartiendrait à la Tchécoslovaque Jarmila Müllerová,.
Le nombre réduit de concurrentes (dix) amène à l'annulation des demi-finales. Il n'y a donc que deux séries et une finale. L'épreuve est dominée par l'Américaine Sybil Bauer qui établit et bat les marques mondiales et olympiques. La Britannique Phyllis Harding réussit à empêcher une totale domination américaine. La Tchécoslovaque Müllerová est une des dernières nageuses à utiliser l'ancienne technique du « dos brassé ». Sa dernière place en finale signe la disparition de cette technique moins performante que le « dos crawlé ».

## Séries
Les séries du 100 mètres dos féminin ont lieu le samedi 19 juillet après-midi,. Les entrées lors de cette demi-journée sont comptées à un peu moins de 5 200 spectateurs. Les deux premières de chaque série et la meilleure troisième sont qualifiées pour les demi-finales.
Seulement 11 nageuses venues de six pays sont engagées. La Danoise Rigmor Olsen est forfait. Ce sont donc uniquement 10 nageuses venues de cinq pays qui s'affrontent. C'est la course avec le moins de nageuses engagées, entraînant l'annulation des demi-finales.
Contrairement aux hommes qui ont tous adopté le « dos crawlé » avec un retour aérien alterné des bras et des battements de jambes, une partie des nageuses utilise encore l'« ancien style », le « dos brassé »,. L'élimination de ces dernières, hormis la Tchécoslovaque Jarmila Müllerová, dès les séries est considérée comme la preuve définitive de la supériorité du « nouveau style ». .
L'Américaine Sybil Bauer part très vite mais ne domine pas, comme attendu, la première série. Elle est longtemps talonnée par la Britannique Phyllis Harding qui ne cède qu'en fin de course et l'Américaine termine détachée. Elle établit alors le record olympique et abaisserait le record du monde. La performance de la nageuse française Lucienne Rouet est considérée comme très décevante par les observateurs. La deuxième série est facilement remportée par l'Américaine Aileen Riggin,.
| Série | Rang | Pays | Nom                 | Temps         | Qualification           |
| ----- | ---- | ---- | ------------------- | ------------- | ----------------------- |
| 1     | 1    |      | Sybil Bauer         | 1 min 24 s    | Q (RM et RO)            |
| 1     | 2    |      | Phyllis Harding     | 1 min 29 s 60 | Q                       |
| 1     | 3    |      | Florence Chambers   | 1 min 32 s    | q (meilleure troisième) |
| 1     | 4    |      | Ellen King          | 1 min 38 s 20 |                         |
| 1     | 5    |      | Lucienne Rouet      | 1 min 43 s 10 |                         |
| 1     | n.c  |      | Rigmor Olsen        | DNS           |                         |
| 2     | 1    |      | Aileen Riggin       | 1 min 29 s 60 | Q                       |
| 2     | 2    |      | Jarmila Müllerová   | 1 min 37 s    | Q                       |
| 2     | 3    |      | Helen Boyle (en)    | 1 min 43 s    |                         |
| 2     | 4    |      | Alice Stoffel       | 1 min 44 s    |                         |
| 2     | 5    |      | Renée Brasseur (en) | 1 min 51 s 40 |                         |

## Demi-finales

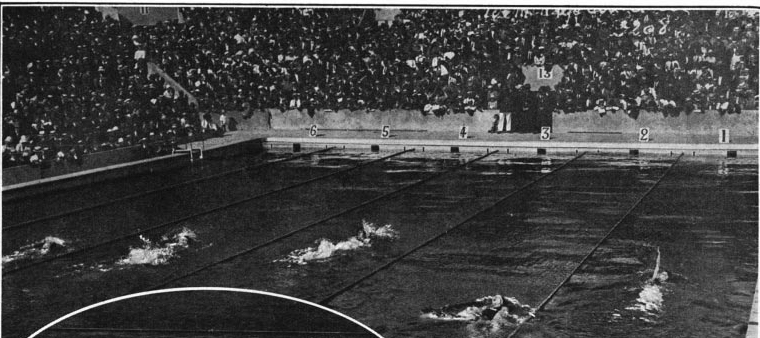
Finale du 100 mètres dos dames JO Paris 1924 De gauche à droite : Florence Chambers (USA) termine 4e ; Aileen Riggin (USA) 3e ; Sybil Bauer (USA) 1re ; Jarmila Müllerová (TCHE) 5e ; Phyllis Harding (GBR) 2e.

Le nombre réduit de nageuses engagées a entraîné l'annulation des demi-finales prévues le dimanche 20 juillet le matin,.

## Finale
| Rang | Pays | Nom               | Temps         |                                            |
| ---- | ---- | ----------------- | ------------- | ------------------------------------------ |
| 1    |      | Sybil Bauer       | 1 min 23 s 20 | (RM et RO)                                 |
| 2    |      | Phyllis Harding   | 1 min 27 s 40 |                                            |
| 3    |      | Aileen Riggin     | 1 min 28 s 20 |                                            |
| 4    |      | Florence Chambers | 1 min 30 s 80 |                                            |
| 5    |      | Jarmila Müllerová | 1 min 31 s 20 |                                            |
| 6    |      | Ellen King        |               | Décision du jury 6e temps des demi-finales |

La finale se déroule le dimanche 20 juillet après-midi, devant un peu moins de 7 000 spectateurs. D'après le journal L'Auto, le stade aurait été plein et on aurait refusé du monde. Cette après-midi de finales, avec celles du 100 mètres nage libre hommes, du 100 mètres nage libre dames et deux de plongeon, se déroule sous un grand soleil. Elle est considérée par les organisateurs comme l'apothéose des compétitions nautiques et elle leur rapporte près de 80 000 Francs-or.
La tribune officielle comprend les princes Carol de Roumanie et Gustave-Adolphe de Suède, le baron Pierre de Coubertin et le comte Jean de Castellane, président de la Fédération française de natation et de sauvetage. Ces quatre hommes remettent les récompenses des compétitions.
La course est sans grand suspense, Sybil Bauer en prend la tête dès le départ pour ne plus la lâcher. La lutte est très serrée pour l'ordre des places sur le podium entre la Britannique Harding et l'Américaine Riggin. La dernière représentante du « dos brassé », la Tchécoslovaque Müllerová est irrémédiablement distancée,,